# CSS Shenandoah
La CSS Shenandoah fu un incrociatore ausiliario per la guerra di corsa utilizzato dalla Marina Confederata durante la guerra di secessione americana.
Oltre che per la notevole carriera come nave corsara contro le imbarcazioni della marina mercantile statunitense, con 38 catture, è nota soprattutto perché, non avendo avuto notizia dell'avvenuta cessazione delle ostilità, è stata l'unità che ha sparato l'ultimo colpo della guerra civile il 28 giugno 1865 e quindi l'ultima unità delle Forze Armate Confederate ad arrendersi il 19 novembre 1865, nello specifico ai britannici a Liverpool.
In tale occasione è stata ammainata per l'ultima volta nella storia la bandiera confederata. La Shenandoah è stata anche l'unica nave confederata ad aver compiuto la circumnavigazione della Terra.